# 香月はるか
香月 はるか（こうづき はるか、11月11日 - ）は、日本の女性声優。大阪府出身。ステイラック所属後、2023年6月よりフリーランスで活動。
2020年9月末までの活動名義はマイア（MAIA）であり、中国で配信されているアプリゲームではmaiaと表記されている。

## 経歴
大阪で生まれ育ち、アニメ「フルーツバスケット」をきっかけに声優を目指す。
2012年頃からマイア（MAIA）の芸名でILIA MODEL AGENCYに所属し、モデルやMC、舞台等の仕事をしており、多数の雑誌やファッションショーにて活躍していた。その中でもブライダルのモデルが多く、今までウェディングドレスや白無垢を着た回数は相当なものである。だがこれも誰かの幸せに繋がる仕事として、事務所が変わった現在も大切に続けている。
さらに同時期、大阪のメイドカフェSweet Teaseで働いており、ミスポンバシコンテスト2014ではグランプリを受賞。それをきっかけに6代目大阪萌え大使にひっそり就任してらしくイベントなどに参加した折、台本で自分が大使になっていた事を知った。解任についても、いつされたのか本人にも分からなかったと語っている。
Sweet Tease✕Ccoちゃ presents アイドル発掘オーディションにて見事勝ち残りローカルアイドルユニットとしてデビュー。ユニット内ではリーダーを務め、「Bom Bom Sweety」名義でCDリリースやライブ、イベント等の活動を行っていた。
大崎一番太郎プロジェクトが企画した松江市・松江京店商店街のジュース屋さん「ふれっしゅ」のマスコットキャラクター「みっくす」声帯オーディションに参加。YouTubeに投稿したオーディション動画は再生数1800回を超える結果を出すが、決勝進出には手が届かなかった。続けて『真空管ドールズ』×『SHOWROOM』声優オーディションに参加。これも不合格という結果だった。
その後RME株式会社での所属が決まる。それを期にそれまで勤めていたメイドカフェを卒業し、ILIA MODEL AGENCYも退社。2016年5月に上京し、声優として活躍の場を広げた。
2018年4月まではRMEでの仕事が見られたが同年10月にはRME提供のプロフィールページが削除されており、ファンレターの宛先もない状態となっていた。2019年12月にアミュレートと業務提携したことをTwitterにて発表、同社公式サイトにプロフィールが記載されていた。
2020年10月1日より、ステイラックに所属。所属にあたり芸名を香月はるかに変更した。
2021年、講談社主催ミスiD2022にエントリー。2022年1月28日、ファイナリストに残る。
2023年、5月31日付けでステイラックを円満退所し、6月1日よりフリーでの声優・タレント活動を開始。

## 人物紹介

### 特色
好物にたい焼き、コロッケ、グラタン等を挙げており、その中でもたい焼きは趣味に「たい焼き屋巡り」と記載する程で小豆、チョコ、カスタードを好んで食べている。本人曰くたい焼き屋を見ると可能な限り買う行為の裏にはkanonの月宮あゆが激しく影響していると語っている。
嫌いな食べ物にショートケーキを挙げたこともあり、幼少期に町内会のクリスマス会で食べ過ぎたため嫌いになったとのこと。特に生クリームは2口食べると頭痛がする程で、トラウマに近い拒絶反応を起こす事もある。
特技は空手、関西弁、モデルウォーキング。空手は有段者で、メイドカフェSweet TeaseのCMでも見事な蹴りを披露している。更にボクシングやクライミングをやっておりアクティブな印象を受けるが、休日や空き時間にゲーム、エゴサーチやネットサーフィンを楽しむ事も多い。

### 交友関係
宝塚歌劇団卒業生の鹿沼未来（花風みらい）とは共通の友人による飲み会で知り合い、「カキ氷を食べに行こう」という鹿沼からの誘いをきっかけに親交を深めていった。その後香月の自宅から行われたTwitCastingでは緩い空気感と共に互いが毒舌を放つ一面なども見られる。
RME所属メンバーとの交流も度々見られ、アズールレーンで共演した伊藤あすかや中条智世とは親しい間柄である。特に中条智世とはプライベートでも呑みに行く仲で、Twitterフォロワー1000人を記念してSHOWROOMにて生放送を行った事もある。
尊敬している声優に堀江由衣を挙げており、心から憧れている人と語っている。

## 出演
太字はメインキャラクター。

### テレビアニメ
- レディスポ（2018年、ピエルマリオ[24]）
- NHKラボちゃん（2018年、ラボちゃん[25]）
- アズールレーン（2019年、ヴェスタル[26]）
- ブルーアーカイブ The Animation（2024年、火宮チナツ[27]）

### Webアニメ
- ブルーアーカイブ 1.5周年記念ショートアニメーション（2022年、火宮チナツ）

### ゲーム
2016年
- 武装百姫（リリヤ）

2017年
- Zgirls（橘キャロル）
- THE NEW GATE（ミルト）
- 君はヒーロー（アンドロシー）
- 神代梦華譚（ヒノカグツチ）
- アズールレーン（テラー、ヴェスタル）

2018年
- 封神ヒーローズ（鄧嬋玉、殷郊）

2019年
- アズールレーン クロスウェーブ（ヴェスタル）

2020年
- セブンナイツ（ブラン＆ブロン）

2021年
- ブルーアーカイブ -Blue Archive-（2021年 - 2022年、火宮チナツ）

2023年
- アッシュアームズ‐灰燼戦線‐（LaGG-3）
- アズールレーン（ヴェスタル(META)）

### ドラマCD
- ブルーアーカイブ ドラマCD「舞台袖のかくしごと 〜キヴォトス晄輪大祭〜」（2022年、火宮チナツ）

### オーディオドラマ
- 【ブルーアーカイブ】チナツ（温泉）ASMR〜あなたを癒す湯上がりの〜（2023年、チナツ）

### 吹き替え
2017年
- ステイク・ランド 戦いの果て (ビリー)
- ハペット 虹の島の冒険 (トリ)
- スカイバウンド 大地消滅 (ロキシー)
- ザ・コレクター ～監禁地帯～ (メアリー)

2018年
- フェブラリィ -消えた少女の行方- (ジョアン)
- マーロン シーズン1 (カーレン)

### テレビ出演
- 2時間ドラマ「狩矢父娘シリーズ」
- 関西テレビ「雨上がり食楽部」[39]
- 読売テレビ「もってる!? モテるくん」

### テレビCM
- ドルフィンブラウザ (ドルフィン子ちゃん)[40]
- キリン
- さくらリビング (歌唱)

### Web番組
- ニコニコ生放送「アイドルさんとアニメちゃんに会える国」[41]
- 関西発!声優情報バラエティー「声優魂!」アシスタント (ニコニコ動画・Ustream配信)
- YouTube「ガールズチューブ」レポーター[42]
- WEBCM「ユニバーサルスタジオジャパン」
- 「ドラゴンクエストライバルズ」公式生放送Vol.6 (MC)[43]
- 「ドラゴンクエストライバルズ」公式生放送Vol.7 (MC)[44]
- 「勇者杯2019春」オフライン二次予選「ドラゴンクエストライバルズ」 (MC)[45]
- 川崎競馬スパーキングトークLIVE（川崎競馬場 公式YouTubeチャンネル） 2021年度～2022年度 不定期出演

### ラジオ
- 梅田FM「sora×niwa」　コーナーゲスト

### 舞台・その他
- 御苗場2015 関西 (MC)
- 2016 Xmasコントライブ「TURBO-MAN」
- ファミリーミュージカル「銀の鹿」 (常夏葉愛)
- 綾小路翔トークショー (アシスタント)[46]
- ミスポンバシメイドコンテスト2014 グランプリ受賞[6]
- 魔銃ドナーKIX (ミュート)[47]

### モデル
- 帝国ホテル ブライダルモデル
- ルミエーブル カタログ[48]
- 駿台観光&外語専門学校パンフレット[49]
- ダイハツ カタログ[50]
- みずの森ガーデンウエディング カタログ[51]
- SAVVY 旅のMOOK本[52]
- 草津本陣ウエディング カタログ[51]
- KERA 雑誌広告
- 御堂筋ジョイふる 着物Show[53]
- JJコンテスト
- 百日草着物ファッションショー[54]
- 2016 関西コレクション S/S「Lumiebreステージ」[55]
- ホットペッパービューティー「milky ange eclore」[56]
- 大阪観光局 パンフレット「milky ange」欄

## ディスコグラフィ

### キャラクターソング
| 発売日  | 商品名                                                  | 歌         | 楽曲                   | 備考                                            |
| 2025年  | 2025年                                                  | 2025年     | 2025年                 | 2025年                                          |
| ------- | ------------------------------------------------------- | ---------- | ---------------------- | ----------------------------------------------- |
| 1月19日 | ブルーアーカイブ 青春あんさんぶる Vol.10 「風紀委員会」 | 風紀委員会 | 「純真レゾンデートル」 | ゲーム『ブルーアーカイブ -Blue Archive-』関連曲 |

### ユニットメンバー
1. ↑  ヒナ（広橋涼）、アコ（高野麻里佳）、イオリ（佐倉綾音）、チナツ（香月はるか）